# Subiecții federali ai Rusiei
Rusia este o federație formată din 85 de subiecți (în limba rusă: субъе́кт(ы) ). Acești subiecți sunt entități cu drepturi federale egale, în sensul că au reprezentare egală – câte doi delegați de fiecare – în Sovietul Federației Ruse – camera superioară a Parlamentului Rusiei. Cele mai multe okruguri federale, deși subiecți federali cu drepturi egale, sunt în același timp parte ai altor subiecți federali. Okrugul Autonom Ciukotka este din acest punct de vedere o excepție. Din 18 martie 2014 a mai fost adăugat un nou subiect, Republica Crimeea, ca urmare a unei anexări nerecunoscută în general de comunitatea internațională.

## Subiecții Federației Ruse
Fiecare subiect al Federației Ruse aparține uneia dintre următoarele categorii:
|  | 21 de republici (în rusă: республики – respubliki , sing. республика – respublika) - care sunt independente din punct de vedere legal, au propria constituție, propriii președinte, parlament și guvern. În principiu, ar trebui să fie patria unei anumite minorități etnice.                   |
|  | 46 de oblastii (regiuni) (în rusă: области – oblasti, sing. oбласть – oblast) - cele mai numeroase și obișnuite unități administrative. Sunt conduse de un gubernator (guvernator) numit de guvernul federal. Regiunile primesc în general numele capitalei oblastiei.                           |
|  | 9 kraine (ținuturi) (în rusă: края – kraia, sing. край – krai) - sunt practic același lucru cu oblastiile. Titlul de "ținut de graniță" este unul pur istoric, în urmă cu secole ele aflându-se la fruntariile fostului imperiu.                                                                 |
|  | Un oblast autonom (regiune autonomă) (автономная область) Regiunea Autonomă Evreiască. |
|  | 4 Districte (okruguri) autonome (în rusă: автономные округа, sing. автономный округ) - cu un grad mai ridicat decât oblastiile (regiunile) dar mai scăzut decât republicile. De cele mai multe ori, sunt locuite în mod predominant, (sau doar semnificativ), de o anumită minoritate națională. |
|  | 2 orașe federale (orașe de subordonare federală) (în rusă: федеральные города, sing. федеральный город) - orașe de mare importanță, care funcționează ca regiuni administrative separate. |

## Lista subiecților federali ai Rusiei

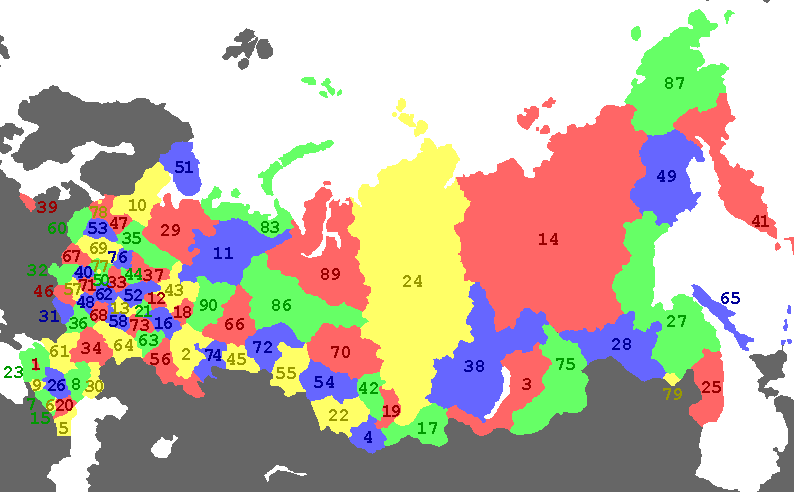

| No.                                    | Subiectul federal | Capitala                                            | Districtul federal                     | Regiunea economică     |                        |
| Republici (республики)                 | Republici (республики) | Republici (республики)                              | Republici (республики)                 | Republici (республики) | Republici (республики) |
| -------------------------------------- | --- | --------------------------------------------------- | -------------------------------------- | ---------------------- | ---------------------- |
| 01                                     | Adîgheia (Адыгея) | Maikop (Майкоп)                                     | Districtul Federal de Sud              | Caucazul de Nord       |                        |
| 02                                     | Bașkortostan (Башкортостан) | Ufa (Уфа)                                           | Districtul Federal Volga               | Urali                  |                        |
| 03                                     | Buriatia (Бурятия) | Ulan-Ude (Улан-Удэ)                                 | Districtul Federal Siberian            | Siberia de Est         |                        |
| 04                                     | Republica Altai (Алтай) | Gorno-Altaisk (Горно-Алтайск)                       | Districtul Federal Siberian            | Siberia de Vest        |                        |
| 05                                     | Daghestan (Дагестан) | Mahacikala (Махачкала)                              | Districtul Federal de Sud              | Caucazul de Nord       |                        |
| 06                                     | Ingușetia (Ингушетия) | Magas (Магас)                                       | Districtul Federal de Sud              | Caucazul de Nord       |                        |
| 07                                     | Kabardino-Balkaria (Кабардино-Балкарская) | Nalcik (Нальчик)                                    | Districtul Federal de Sud              | Caucazul de Nord       |                        |
| 08                                     | Kalmîkia (Калмыкия) | Elista (Элиста)                                     | Districtul Federal de Sud              | Povoljîe               |                        |
| 09                                     | Karaciai-Cerkessia (Карачаево-Черкесская) | Cerkessk (Черкесск)                                 | Districtul Federal de Sud              | Caucazul de Nord       |                        |
| 10                                     | Republica Karelia (Карелия) | Petrozavodsk (Петрозаводск)                         | Districtul Federal Nord-Vestic         | Nord                   |                        |
| 11                                     | Republica Komi (Коми) | Sîktîvkar (Сыктывкар)                               | Districtul Federal Nord-Vestic         | Nord                   |                        |
| 12                                     | Mari El (Марий Эл) | Ioșkar-Ola (Йошкар-Ола)                             | Districtul Federal Volga               | Volga-Viatka           |                        |
| 13                                     | Mordovia (Мордовия) | Saransk (Саранск)                                   | Districtul Federal Volga               | Volga-Viatka           |                        |
| 14                                     | Republica Saha (Iakutia) (Саха (Якутия)) | Iakuțk (Якутск)                                     | Districtul Federal Orientul Îndepărtat | Orientul Îndepărtat    |                        |
| 15                                     | Osetia de Nord-Alania (Северная Осетия-Алания) | Vladikavkaz (Владикавказ)                           | Districtul Federal de Sud              | Caucazul de Nord       |                        |
| 16                                     | Tatarstan (Татарстан) | Kazan (Казань)                                      | Districtul Federal Volga               | Povoljîe               |                        |
| 17                                     | Tîva (Тыва) | Kîzîl (Кызыл)                                       | Districtul Federal Siberian            | Siberia de Vest        |                        |
| 18                                     | Udmurtia (Удмуртская) | Ijevsk (Ижевск)                                     | Districtul Federal Volga               | Urali                  |                        |
| 19                                     | Hacasia (Хакасия) | Abakan (Абакан)                                     | Districtul Federal Siberian            | Siberia de Vest        |                        |
| 20                                     | Cecenia (Чеченская) | Groznîi (Грозный)                                   | Districtul Federal de Sud              | Caucazul de Nord       |                        |
| 21                                     | Ciuvașia (Чувашская) | Ceboksarî (Чебоксары)                               | Districtul Federal Volga               | Volga-Voatka           |                        |
| Ținuturi (края)                        | |                                                     |                                        |                        |                        |
| 22                                     | Altai (Алтайский) | Barnaul (Барнаул)                                   | Districtul Federal Siberian            | Siberia de Vest        |                        |
| 23                                     | Krasnodar (Краснодарский) | Krasnodar (Краснодар)                               | Districtul Federal de Sud              | Caucazul de Nord       |                        |
| 24                                     | Krasnoiarsk (Красноярский) | Krasnoiarsk (Красноярск)                            | Districtul Federal Siberian            | Siberia de Est         |                        |
| 25                                     | Primorie (Приморский) | Vladivostok (Владивосток})                          | Districtul Federal Orientul Îndepărtat | Orientul Îndepărtat    |                        |
| 26                                     | Stavropol (Ставропольский) | Stavropol (Ставрополь)                              | Districtul Federal de Sud              | Caucazul de Nord       |                        |
| 27                                     | Habarovsk (Хабаровский}) | Habarovsk (Хабаровск)                               | Districtul Federal Orientul Îndepărtat | Orientul Îndepărtat    |                        |
|                                        | Perm (Пермский) (constituit pe 1 decembrie 2005 prin unirea Districtului Autonom Komi-Permiak cu Regiunea Perm)                                   | Perm (Пермь)                                        | Districtul Federal Volga               | Urali                  |                        |
| Regiuni (области)                      | |                                                     |                                        |                        |                        |
| 28                                     | Amur (Амурская) | Blagoveșcensk (Благовещенск)                        | Districtul Federal Orientul Îndepărtat | Orientul Îndepărtat    |                        |
| 29                                     | Arhanghelsk (Архангельская) | Arhanghelsk (Архангельск)                           | Nord-Vestic                            | Nord                   |                        |
| 30                                     | Astrahan (Астраханская) | Astrahan (Астрахань)                                | Districtul Federal de Sud              | Povoljie               |                        |
| 31                                     | Belgorod (Белгородская) | Belgorod (Белгород)                                 | Districtul Federal Central             | Central-Cernozem       |                        |
| 32                                     | Briansk (Брянская) | Briansk (Брянск)                                    | Central                                | Central                |                        |
| 33                                     | Vladimir (Владимирская) | Vladimir (Владимир)                                 | Districtul Federal Central             | Central                |                        |
| 34                                     | Volgograd (Волгоградская) | Volgograd (Волгоград)                               | Districtul Federal de Sud              | Povoljie               |                        |
| 35                                     | Vologda (Вологодская) | Vologda (Вологда)                                   | Nord-Vestic                            | Nordic                 |                        |
| 36                                     | Voronej (Воронежская) | Voronej (Воронеж)                                   | Districtul Federal Central             | Central-Cernozem       |                        |
| 37                                     | Ivanovo (Ивановская) | Ivanovo (Иваново)                                   | Districtul Federal Central             | Central                |                        |
| 38                                     | Irkutsk (Иркутская) | Irkutsk (Иркутск)                                   | Districtul Federal Siberian            | Siberia de Est         |                        |
| 39                                     | Kaliningrad (Калининградская) | Kaliningrad (Калининград)                           | Districtul Federal Nord-Vestic         | Nord-Vestic            |                        |
| 40                                     | Kaluga (Калужская) | Kaluga (Калуга)                                     | Districtul Federal Central             | Central                |                        |
| 41                                     | Kamceatka (Камчатская) | Petropavlovsk-Kamciatski (Петропавловск-Камчатский) | Districtul Federal Orientul Îndepărtat | Orientul Îndepărtat    |                        |
| 42                                     | Kemerovo (Кемеровская) | Kemerovo (Кемерово)                                 | Districtul Federal Siberian            | Siberia de Vest        |                        |
| 43                                     | Kirov (Кировская) | Kirov (Киров)                                       | Districtul Federal Volga               | Volga-Viatka           |                        |
| 44                                     | Kostroma (Костромская) | Kostroma (Кострома)                                 | Districtul Federal Central             | Central                |                        |
| 45                                     | Kurgan (Курганская) | Kurgan (Курган)                                     | Urali                                  | Urali                  |                        |
| 46                                     | Kursk (Курская) | Kursk (Курск)                                       | Districtul Federal Central             | Central-Cernozem       |                        |
| 47                                     | Leningrad (Ленинградская) | St. Petersburg (Санкт-Петербург)                    | Districtul Federal Nord-Vestic         | Nord-Vestic            |                        |
| 48                                     | Lipețk (Липецкая) | Lipețk (Липецк)                                     | Districtul Federal Central             | Central-Cernozem       |                        |
| 49                                     | Magadan (Магаданская) | Magadan (Магадан)                                   | Districtul Federal Orientul Îndepărtat | Orientul Îndepărtat    |                        |
| 50                                     | Moscova (Московская) | Moscova (Москва)                                    | Districtul Federal Central             | Central                |                        |
| 51                                     | Murmansk (Мурманская) | Murmansk (Мурманск)                                 | Districtul Federal Nord-Vestic         | Nordic                 |                        |
| 52                                     | Nijni Novgorod (Нижегородская) | Nijni Novgorod (Нижний Новгород)                    | Districtul Federal Volga               | Volga-Viatka           |                        |
| 53                                     | Novgorod (Новгородская) | Novgorod (Новгород)                                 | Districtul Federal Nord-Vestic         | Nord-Vestic            |                        |
| 54                                     | Novosibirsk (Новосибирская) | Novosibirsk (Новосибирск)                           | Districtul Federal Siberian            | Siberia de Vest        |                        |
| 55                                     | Omsk (Омская) | Omsk (Омск)                                         | Districtul Federal Siberian            | Siberia de Vest        |                        |
| 56                                     | Orenburg (Оренбургская) | Orenburg (Оренбург)                                 | Districtul Federal Volga               | Urali                  |                        |
| 57                                     | Oriol (Орловская) | Oriol (Орёл)                                        | Districtul Federal Central             | Central                |                        |
| 58                                     | Penza (Пензенская) | Penza (Пенза)                                       | Districtul Federal Volga               | Povoljie               |                        |
| 59                                     | Perm (Пермская) (a încetat să existe pe 1 decembrie 2005 ca urmare a unirii cu Districtul Autonom Komi-Permiak pentru a forma Ținutul Perm)       | Perm (Пермь)                                        | Districtul Federal Volga               | Urali                  |                        |
| 60                                     | Pskov (Псковская) | Pskov (Псков)                                       | Districtul Federal Nord-Vestic         | Nord-Vestic            |                        |
| 61                                     | Rostov (Ростовская) | Rostov-na-Donu (Ростов-на-Дону)                     | Districtul Federal de Sud              | Caucazul de Nord       |                        |
| 62                                     | Riazan (Рязанская) | Riazan (Рязань)                                     | Districtul Federal Central             | Central                |                        |
| 63                                     | Samara (Самарская) | Samara (Самара)                                     | Districtul Federal Volga               | Povoljie               |                        |
| 64                                     | Saratov (Саратовская) | Saratov (Саратов)                                   | Districtul Federal Volga               | Povoljie               |                        |
| 65                                     | Sahalin (Сахалинская) | Iujno-Sahalinsk (Южно-Сахалинск)                    | Districtul Federal Orientul Îndepărtat | Orientul Îndepărtat    |                        |
| 66                                     | Sverdlovsk (Свердловская) | Ekaterinburg (Екатеринбург)                         | Urali                                  | Urali                  |                        |
| 67                                     | Smolensk (Смоленская) | Smolensk (Смоленск)                                 | Districtul Federal Central             | Central                |                        |
| 68                                     | Tambov (Тамбовская) | Tambov (Тамбов)                                     | Districtul Federal Central             | Central-Cernozem       |                        |
| 69                                     | Tver (Тверская) | Tver (Тверь)                                        | Districtul Federal Central             | Central                |                        |
| 70                                     | Tomsk (Томская) | Tomsk (Томск)                                       | Districtul Federal Siberian            | Siberia de Vest        |                        |
| 71                                     | Tula (Тульская) | Tula (Тула)                                         | Districtul Federal Central             | Central                |                        |
| 72                                     | Tiumen (Тюменская) | Tiumen (Тюмень)                                     | Urali                                  | Siberia de Vest        |                        |
| 73                                     | Ulianovsk (Ульяновская) | Ulianovsk (Ульяновск)                               | Districtul Federal Volga               | Povoljie               |                        |
| 74                                     | Celiabinsk (Челябинская) | Celiabinsk (Челябинск)                              | Urali                                  | Urali                  |                        |
| 75                                     | Cita (Читинская) | Cita (Чита)                                         | Districtul Federal Siberian            | Siberia de Est         |                        |
| 76                                     | Iaroslavl (Ярославская) | Iaroslavl (Ярославль)                               | Districtul Federal Central             | Central                |                        |
| Orașe federale (федеральные города)    | |                                                     |                                        |                        |                        |
| 77                                     | Moscova (Москва) | Moscova (Москва)                                    | Districtul Federal Central             | Central                |                        |
| 78                                     | St. Petersburg (Санкт-Петербург) | St. Petersburg (Санкт-Петербург)                    | Districtul Federal Nord-Vestic         | Nord-Vestic            |                        |
| Regiuni autonome (автономная область)  | |                                                     |                                        |                        |                        |
| 79                                     | Evreiască (Еврейская) | Birobidjan (Биробиджан)                             | Districtul Federal Orientul Îndepărtat | Orientul Îndepărtat    |                        |
| Districte autonome (автономные округа) | |                                                     |                                        |                        |                        |
| 80                                     | Aga Buriatia (Агинский-Бурятский) | Aghinskoe (Агинское)                                | Districtul Federal Siberian            | Siberia de Est         |                        |
| 81                                     | Komi-Permiakia (Коми-Пермяцкий) (a încetat să existe efectiv pe 1 decembrie 2005 ca urmare a unirii cu Regiunea Perm pentru a forma Ținutul Perm) | Kudîmkar (Кудымкар)                                 | Districtul Federal Volga)              | Urali                  |                        |
| 82                                     | Koriakia (Корякский) | Palana (Палана)                                     | Districtul Federal Orientul Îndepărtat | Orientul Îndepărtat    |                        |
| 83                                     | Neneția (Ненецкий) | Narian-Mar (Нарьян-Мар)                             | Districtul Federal Nord-Vestic         | Nordic                 |                        |
| 84                                     | Taimîria (Dolgano-Neneția) (Таймырский (Долгано-Ненецкий))                                                                                        | Dudinka (Дудинка)                                   | Districtul Federal Siberian            | Siberia de Est         |                        |
| 85                                     | Ust-Orda Buriatia (Усть-Ордынский Бурятский) | Ust-Ordînski (Усть-Ордынский)                       | Districtul Federal Siberian            | Siberia de Est         |                        |
| 86                                     | Hantia-Mansia (Ханты-Мансийский) | Hantî-Mansiisk (Ханты-Мансийск)                     | Urali                                  | Siberia de Vest        |                        |
| 87                                     | Ciukotka (Чукотский) | Anadîr (Анадырь)                                    | Districtul Federal Orientul Îndepărtat | Orientul Îndepărtat    |                        |
| 88                                     | Evenkia (Эвенкийский) | Tura (Тура)                                         | Districtul Federal Siberian            | Siberia de Est         |                        |
| 89                                     | Iamalia (Ямало-Ненецкий) | Salehard (Салехард)                                 | Urali                                  | Siberia de Vest        |                        |

## Contopiri de subiecte federale

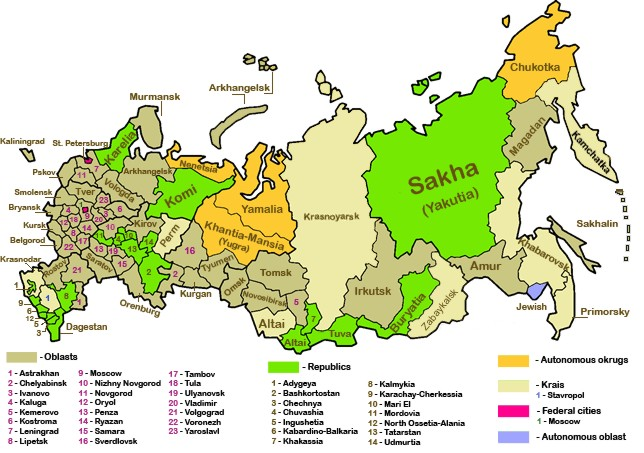
Subiectele federale ale Rusiei

Există planuri pentru a uni unele din subiectele federale, pentru a forma unități mai mari, începând din 2005.
| Data referendumului | Data contopirii  | Unități care se contopesc                                                                     |
| ------------------- | ---------------- | --------------------------------------------------------------------------------------------- |
| 7 decembrie, 2003   | 1 decembrie 2005 | Regiunea Perm + Districtul Autonom Komi-Permiak → Ținutul Perm                                |
| 7 aprilie 2005      | 1 ianuarie 2007  | Ținutul Krasnoiarsk + Districtul Autonom Evenk + Districtul Autonom Taimîr → Krasnoyarsk Krai |
| 23 octombrie 2005   | 1 iulie 2007     | Regiunea Kamciatka + Districtul Autonom Koriak → Ținutul Kamciatka                            |
| 16 aprilie 2006     | 1 ianuarie 2008  | Regiunea Irkutsk + Districtul Autonom Ust-Orda Buriat → Regiunea Irkutsk                      |
| 11 martie 2007      | necunoscută      | Regiunea Cita + Districtul Autonom Aghin-Buriat → Ținutul Zabaikalski                         |

Alte propuneri de contopire sunt:
- contopirea Regiunea Tiumen, Districtul Autonom Iamalo-Neneț și Districtul Autonom Hantî-Mansi în Ținutul Tiumen;
- contopirea orașelor federale Moscova și Sankt Petersburg cu regiunile (oblasturile) din jurul lor respectiv (Regiunea Moscova și Regiunea Leningrad;
- contopirea regiunilor Arhanghelsk, Murmansk, Republicii Komi și a Districtului Autonom Neneț într-un Ținutul Nordic/Arctic sau într-o Republică Pomor-Neneț.